# Бялковский, Николай Петрович
Никола́й Петро́вич Бялко́вский (1884—1969) — русский офицер, герой Первой мировой войны, участник Белого движения на Юге России.

## Биография
Сын капитана.
Окончил Сибирский кадетский корпус (1904) и Александровское военное училище (1906), откуда выпущен был подпоручиком в 7-ю артиллерийскую бригаду. Произведён в поручики 1 сентября 1909 года, в штабс-капитаны — 31 августа 1913 года.
6 апреля 1912 года переведен в 3-й Финляндский стрелковый артиллерийский дивизион, с которым и вступил в Первую мировую войну. Был удостоен ордена Святого Георгия 4-й степени
За то, что, в боях с 26 по 28 Ил. 1916 г. у фольварка Вербка и д. Лязарувка, командуя четырьмя орудиями, под действительным ружейным и пулеметным огнем противника, корректировал стрельбу своей батареи, что и дало возможность нашей пехоте выполнить свою задачу и нанести австро-германцам решительное поражение. Продвигая за полком свои орудия, местами ставил их на 800 шагов за наступающими нашими цепями и своим огнем настолько ослабил ружейный и пулеметный огонь противника, что дал возможность быстро взять укрепленную позицию с наименьшими потерями.
За боевые отличия был произведён в капитаны. 3 июля 1916 года переведён в 1-й Финляндский горный артиллерийский дивизион, а позднее назначен командиром 2-й батареи названного дивизиона. Пожалован Георгиевским оружием
За то, что, в боях с 26 по 28 Ил. 1916 г. у фольварка Вербка и д. Лязарувка, командуя четырьмя орудиями, под действительным ружейным и пулемётным огнем противника, корректировал стрельбу своей батареи, что и дало возможность нашей пехоте выполнить свою задачу и нанести австро-германцам решительное поражение. Продвигая за полком свои орудия, местами ставил их на 800 шагов за наступающими нашими цепями и своим огнем настолько ослабил ружейный и пулемётный огонь противника, что дал возможность быстро взять укреплённую позицию с наименьшими потерями.
После Октябрьской революции воевал с большевиками в составе финской армии, а затем выехал на Дон, где вступил в Добровольческую армию. Участвовал во 2-м Кубанском походе в должности командира батареи Кубанской казачьей дивизии, затем — командир отдельной конно-горной батареи. В Вооруженных силах Юга России — в 1-м отдельном конно-горном артиллерийском дивизионе. Произведён в полковники 6 ноября 1919 года. В марте 1920 года был назначен командиром 7-й батареи Корниловской артиллерийской бригады, в каковой должности оставался до эвакуации Крыма. По воспоминаниям корниловца В. И. Гетца, полковник Бялковский отличился в одном из первых боёв в Крыму: пополнив свою батарею захваченными у красных орудиями, он тотчас открыл из них огонь по противнику. Наблюдавший за этими действиями генерал Кутепов приказал представить Бялковского к ордену св. Николая, а его батарею — к Николаевским трубам. Галлиполиец. В 1921 году — в 1-й батарее Корниловского артиллерийского дивизиона, осенью 1925 года — в составе того же дивизиона в Югославии.

Н. П. Бялковский в 1940-х. Фотография с карточки «Ди-Пи».

В эмиграции в Югославии. Состоял членом Общества офицеров-артиллеристов в Белграде. В годы Второй мировой войны служил в Русском корпусе. С 1 апреля 1942 года назначен командиром 4-й роты 2-го полка, в 1943 году — заведующим оружием 3-го батальона, затем — в 7-й роте того же полка в чине лейтенанта, с марта 1945 года — в РОА. После окончания Второй мировой войны жил в Мюнхене, состоял председателем Мюнхенского отдела Союза чинов Русского корпуса.
В 1956 году переехал в США, обосновался в Лос-Анджелесе. Состоял председателем Калифорнийского отдела Общества русских военных инвалидов и старшим в Объединении корниловцев. Скончался в 1969 году. Похоронен на Голливудском кладбище. Был женат на княжне Юлии Александровне Кугушевой (1896—1966).

## Награды
- Орден Святой Анны 3-й ст. с мечами и бантом (ВП 16.06.1915)
- Орден Святого Георгия 4-й ст. (ВП 01.09.1915)
- Орден Святой Анны 2-й ст. с мечами (ВП 01.09.1916)
- Высочайшее благоволение «за отличия в делах против неприятеля» (ВП 14.10.1916)
- Георгиевское оружие (ПАФ 29.07.1917)
- Орден Святого Владимира 4-степени с мечами
- Орден Святителя Николая Чудотворца (Приказ Главнокомандующего № 500, 31 октября 1921)